# Torre Centro Médico Puerta de Hierro
La Torre del Hospital es un edificio ubicado en Boulevard Puerta de Hierro #5150, Fraccionamiento Plaza Corporativa en Zapopan, es el sexto edificio más alto de Zapopan y del Área Metropolitana de Guadalajara.

## Estructura
El edificio se usa actualmente como Hospital, se ubica en la ciudad de Zapopan, su construcción comenzó en 2004 y concluyó un año después en el 2005, se llevó a cabo con diversos materiales como acero, hormigón y cristal. El edificio cuenta con un área total de 24,100 m², cuenta con 59 habitaciones de hospital, cuenta con 26 pisos de una altura de 3.66 m cada uno, la altura total del edificio es de 110 metros, lo que lo convierte en el sexto edificio más alto de la Zona Metropolitana de Guadalajara, aunque con el tiempo podría ser desplazada hasta el lugar 16, debido a la gran cantidad de rascacielos que se encuentran en construcción y en proyecto en la región. El edificio cuenta con 7 niveles de estacionamiento subterráneo y con 6 elevadores (ascensores) de alta velocidad (6.3 metros por segundo).
Es considerado un edificio inteligente, debido a que el sistema de luz es controlado por un sistema llamado B3 al igual que Torre Guggenheim Guadalajara, Torrena, Torre Aura Lofts y Torre Aura Altitude.
El encargado del diseño estructural fue constructora cautin.

## Datos clave
- Altura- 110 metros.
- Área Total- 24,100 m²
- Pisos- 7 niveles subterráneos de estacionamiento y 26 pisos.
- Condición: 	En uso
- Rango:
- Estilo: Postmoderno 	
  - En México: 137.º lugar
  - En Zapopan: 5º lugar
  - En el área Metropolitana de Guadalajara: 6º lugar